# NAS
 For alternative betydninger, se Nas.
NAS er en forkortelse for et netværkstilsluttet datalager (en: Network-attached storage) (NAS) er en filbaseret computer lagerenhed tilsluttet et datanet, der giver adgang til data for klienter tilsluttet netværket. 
Et NAS opererer ikke bare som filserver, men er specialiseret til netop dette formål, enten vha, specialiseret hardware eller software.
| Telekommunikation | Spire Denne artikel om telekommunikation er en spire som bør udbygges. Du er velkommen til at hjælpe Wikipedia ved at udvide den. |